# Pennautier
 Pennautier  (en  occitano Puègnautièr) es una población y comuna francesa, en la región de Languedoc-Rosellón, departamento de Aude, en el distrito de Carcasona y cantón de Carcassonne-Nord.

## Demografía
| 1076 | 1245 | 1275 | 1375 | 1936 | 2253 |
| Para los censos de 1962 a 1999 la población legal corresponde a la población sin duplicidades (Fuente: INSEE [Consultar]) |      |      |      |      |      |